# Геноцид єзидів
Геноцид єзидів був здійснений Ісламською державою по всій території Іраку та Сирії між 2014 і 2017 роками. Він характеризувався масовими вбивствами, геноцидним зґвалтуванням і примусовим наверненням до ісламу. Народ єзидів, який є не арабами, а корінним населенням Курдистану. Вони дотримуються єзидизму, який є іранською релігією, що походить від індоіранської традиції. Протягом трьох років бойовики «Ісламської держави» продали тисячі єзидських жінок і дівчат і вбили тисячі єзидських чоловіків; Організація Об'єднаних Націй повідомила, що Ісламська держава під час «кампанії примусового навернення» по всьому Іраку вбила близько 5 000 чоловіків-єзидів і продала близько 10 000 єзидських жінок і дівчат. До 2015 року через геноцид було переміщено понад 71 % єзидів, причому більшість біженців втекли до іракського Курдистану та Рожави в Сирії. Переслідування єзидів, як і інших релігійних меншин, відбулося після наступу Ісламської держави на Північний Ірак у червні 2014 року.
Серед численних звірств, скоєних Ісламською державою, геноцид єзидів привернув міжнародну увагу та спонукав Сполучені Штати створити Об'єднану міжвидову оперативну групу — операція «Непохитна рішучість» (CJTF–OIR), велику військову коаліцію, що складається з багатьох західних країн і Туреччини, Марокко та Йорданії. Крім того, Сполучені Штати, Велика Британія та Австралія здійснили екстрене десантування з повітря, щоб підтримати біженців-єзидів, які через наступ Ісламської держави на Північному Іраку в серпні 2014 року опинилися в пастці в горах Синджар. Під час різанини в Синджарі, під час якої Ісламська держава вбила та викрала тисячі єзидів, які потрапили в пастку, Сполучені Штати та Велика Британія почали наносити авіаудари по наступаючих бойовиках Ісламської держави, тоді як Загони народної оборони та Робітнича партія Курдистану спільно сформували гуманітарний коридор для евакуації решти біженців-єзидів з гір Синджару.
Крім ООН, кілька країн і організацій визнали антиєзидську кампанію «Ісламської держави» геноцидом. До них належать: Рада Європи та Європейський Союз, США, Канада, Вірменія та Ірак.

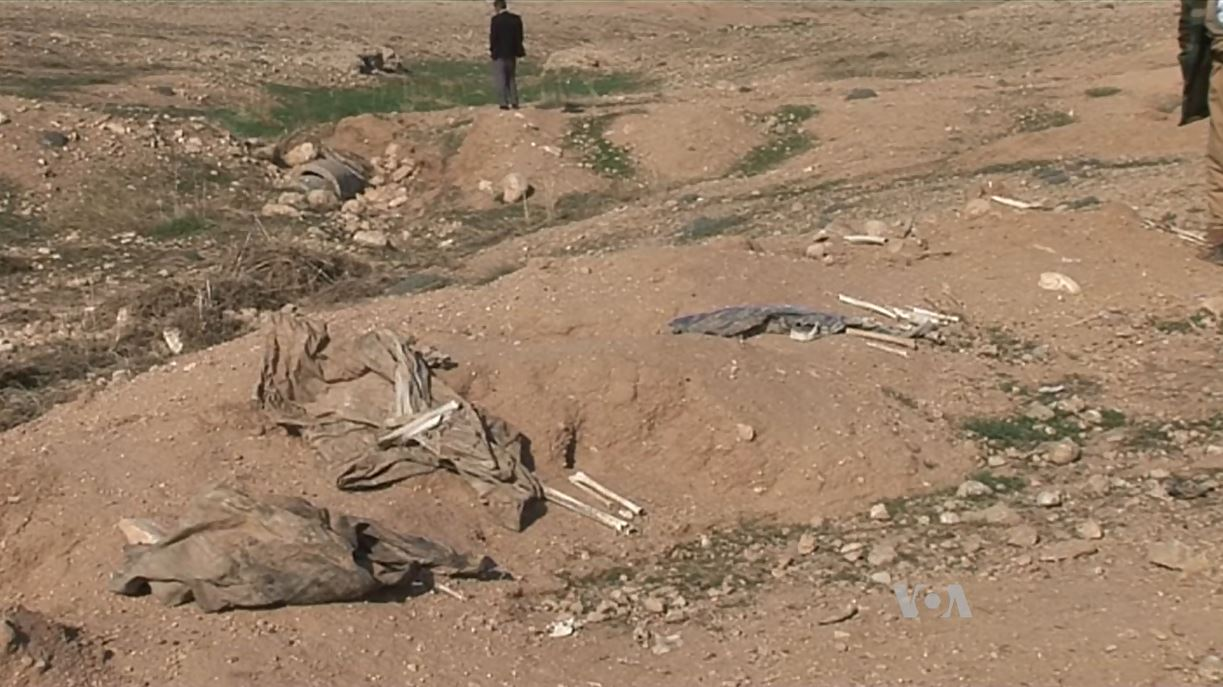
Масове поховання єзидів у Синджарському регіоні у 2015 році

## Тло

### Єзиди та релігія єзидів
Єзиди — монотеїсти, які вірять у Тавусі Мелека, доброзичливого ангела, який з'являється у вигляді павича. Самопроголошена Ісламська держава Іраку та Леванту та інші мусульмани в регіоні схильні розглядати ангела-павича як зловмисну істоту Люцифера чи Шайтана, і вони вважають єзидів «дияволопоклонниками». На відміну від юдаїзму та християнства, ІДІЛ не вважає єзидів людьми книги або такими, що мають право на зіммії та відповідний захист.
У серпні 2014 року понад 300 сімей єзидів зазнали погроз і були змушені вибирати між переходом у сунітський іслам або смертю.

### Масові вбивства єзидів

#### В Османській імперії
- У 1640 році 40 000 османських солдатів напали на єзидські громади навколо гори Синджар, під час битви убивши 3 060 єзидів, потім здійснивши набіги та підпаливши 300 єзидських сіл і вбивши 1000—2000 єзидів, які знайшли притулок у печерах навколо міста Синджар;[17]
- у 1892 році Абдул-Гамід II наказав розпочати кампанію масового призову або вбивства єзидів у рамках своєї кампанії з ісламізації Османської імперії, яка також була спрямована проти вірмен та інших християн.[18]

#### В Іраку після 2003 р
- У квітні 2007 року в Мосулі був викрадений автобус. Мусульманам і християнам було наказано вийти, а решту 23 пасажирів-єзидів відвезли в східний Мосул і вбили.
- У серпні 2007 року дві громади єзидів у Кахтанії (на південь від Синджара) та Джазірі (Сіба-Шейх-Хідір), поблизу Мосула, постраждали від вибуху чотирьох замінованих автомобілів із двома тоннами вибухівки, внаслідок чого загинуло 336—500 осіб і 1500 було поранено. Зловмисники невідомі; через масштаб і скоординований характер вибухів США вважали «головним підозрюваним Аль-Каїду».[19]

## Розквіт Ісламської держави

### Наступ на Іракський Курдистан
3 серпня 2014 року бойовики ІДІЛ напали та захопили на півночі Іраку Синджар, контрольоване курдами місто, яке було переважно населене єзидами, та його околиці.
Єзиди та публікації ІДІЛ в Інтернеті повідомили про випадкові страти того дня бойовиками ІДІЛ, що призвело до того, що 200 000 мирних жителів покинули Синджар, з яких близько 50 000 єзидів, як повідомляється, втекли до сусідніх Синджарських гір. Там вони опинилися в пастці, оточені бойовиками ІДІЛ і їм загрожував голод і зневоднення.
4 серпня 2014 року принц Тахсін Саїд, емір єзидів, від імені єзидів звернувся до світових лідерів із закликом про допомогу, які зазнали нападу з боку ІДІЛ.

### Масові вбивства єзидів

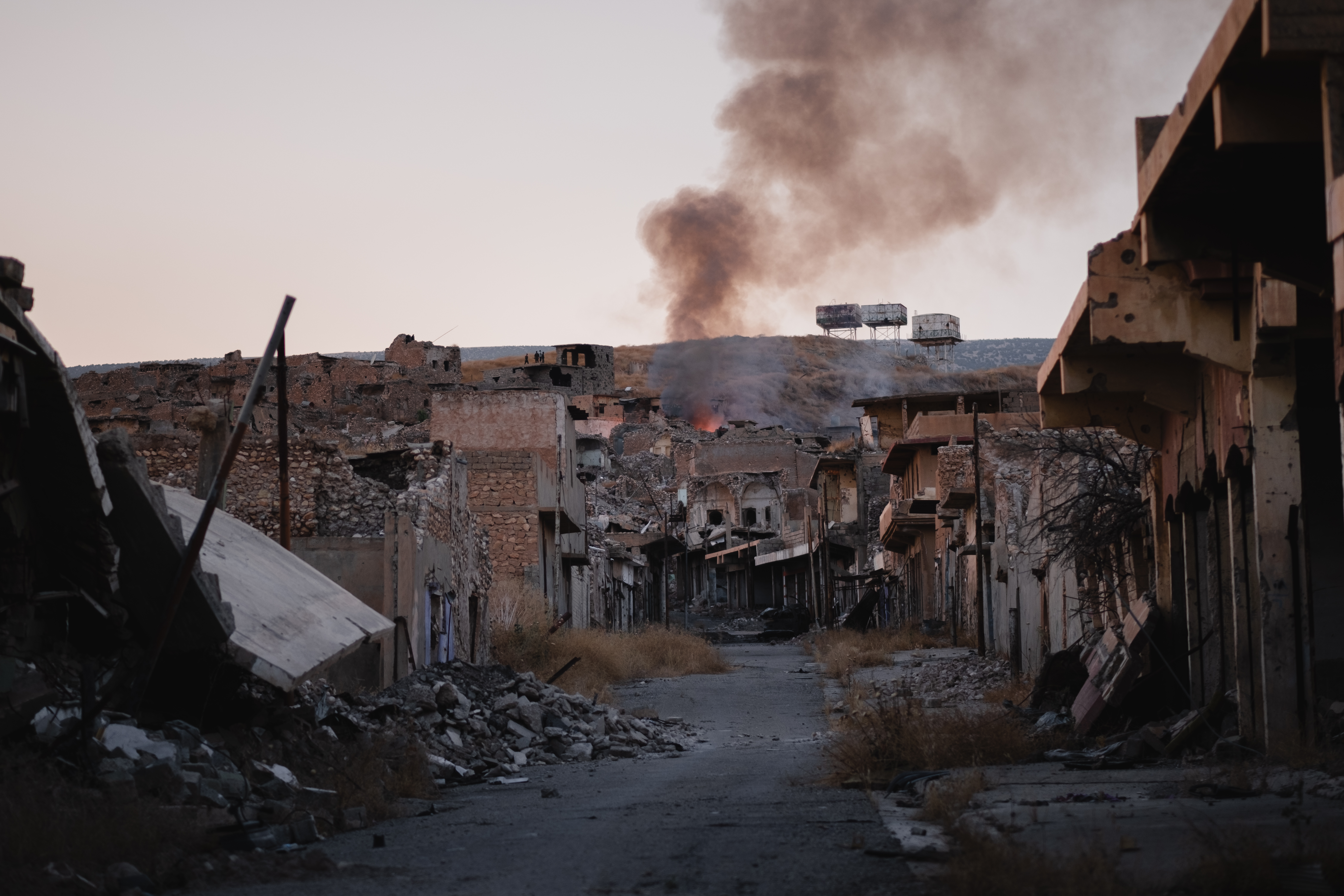
Руїни Синджара в липні 2019 року після вторгнення Ісламської держави

3 серпня 2014 року ІДІЛівці вбила чоловіків із району Аль-Кахтанія, десять сімей єзидів, які втікали, були атаковані ІДІЛ, та розстріляли від 70 до 90 чоловіків-єзидів у селі Кініє.
4 серпня бойовики ІДІЛ атакували Джабаль-Сінджар і вбили 30 чоловіків-єзидів. Ще 60 чоловіків-єзидів були вбиті в селі Хардан. Того ж дня лідери єзидської громади заявили, що щонайменше 200 єзидів були вбиті в Синджарі, а також 60–70 біля Рамаді Джабала. За повідомленнями вцілілих єзидів, у період з 3 по 6 серпня понад 50 єзидів було вбито біля села Дола, 100 — в селі Хана Сор, 250—300 — в районі Хардана, понад 200 — на дорозі між Аднанією і Джазірою, десятки — біля села Аль-Шімал, а також на дорозі від села Мату до Джабаль-Сінджара.
За заявами уряду Іраку, 10 серпня бойовики ІДІЛ заживо поховали невизначену кількість єзидських жінок і дітей на півночі Іраку під час нападу, в результаті якого загинули 500 осіб. Ті, хто втік через річку Тигр у контрольовані курдами райони Сирії 10 серпня, розповіли, як вони бачили людей, які також намагалися втекти, які згодом померли.
15 серпня в єзидському селі Коджо, на південь від Синджара, після того, як усе населення отримало ультиматум джихадистів прийняти віру або бути вбитими, було вбито понад 80 чоловіків. Свідок розповів, що спочатку жителів села навернули під примусом, але коли староста села відмовився навернутись, усіх чоловіків забрали у вантажівки під приводом, що їх відвезуть до Синджара, і по дорозі розстріляли. За з повідомленнями тих, хто вижив, опитаних УВКПЛ, 15 серпня все чоловіче населення єзидського села Хочо, до 400 осіб, було зібрано та розстріляно ІДІЛ, а до 1000 жінок і дітей було викрадено; того ж дня, як повідомляється, у в'язниці Таль-Афар до 200 чоловіків-єзидів було страчено за відмову навернутись.
Між 24 і 25 серпня 14 літніх чоловіків-єзидів було страчено ІДІЛ у храмі Шейх Манд, а храм єзидів у селі Джідала був підірваний. 1 вересня єзидські села Котан, Хареко та Хараг Шафрскі були підпалені ІДІЛ, а 9 вересня бойовики пешмерга виявили масове поховання з тілами 14 страчених цивільних осіб, імовірно єзидів.
За звітом OHRCR / UNAMI від 26 вересня, до кінця серпня 1600—1800 або більше єзидів були вбиті, страчені або померли від голоду. На початку жовтня Метью Барбер, дослідник історії єзидів з Чиказького університету, підрахував, що ІДІЛ було вбито 5000 чоловіків-єзидів.
За даними Організації Об'єднаних Націй, у серпні 2014 року на півночі Іраку ІДІЛівці убили 5000 чоловіків-єзидів і викрала близько 7000 жінок і дівчат (яких примушували до сексуального рабства).
У травні 2015 року Партія прогресу єзидів опублікувала заяву, в якій говорилося, що 300 полонених єзидів були вбиті 1 травня ІДІЛ в Таль-Афарі, Ірак.
Опитування журналу PLOS Medicine у 2017 році значно зменшило кількість убитих єзидів, але водночас збільшило кількість викрадених: від 2100 до 4400 смертей і від 4200 до 10800 викрадень.

#### Місцева арабська співпраця
Повідомлялося, що в кількох селах місцеві суніти перейшли на бік ІДІЛ, зраджували єзидів на поталу після приходу ІДІЛ і навіть, можливо, заздалегідь змовилися з ІДІЛ, щоб брехати єзидам, заманюючи їх залишатися на місці до вторгнення терористів, хоча було також повідомлення про те, що суніти допомогли єзидам втекти.

## Насильство над єзидськими жінками та дівчатами

### Зґвалтування та сексуальне рабство
У доповіді Генерального секретаря Організації Об'єднаних Націй про сексуальне насильство, пов'язане з конфліктом, за 2017 рік детально описані жорстокі напади на Мосул, Синджар, Талль-Афар і рівнини Найнава на півночі країни, а також жахливі масштаби сексуального насильства над цивільним населенням, насамперед над жінками та дівчатами з етнічних і релігійних меншин. За заявами, 971 єзидська жінка і дівчинка були звільнені, тоді як 1 882 залишалися в рабстві в Іраку і Сирії. Також повідомлялося про примусове переміщення єзидів з Мосула до Ракки (Сирія), торгівлю жінками і дітьми, продаж і торгівлю ними, а також використання сексуально поневолених жінок як живих щитів ІДІЛ під час операцій в Мосулі.

#### Викрадення
3 серпня ІДІЛ викрала жінок і дітей із району Аль-Кахтанія, а 450—500 викрадених єзидських жінок і дівчат було доставлено в Таль-Афар; ще сотні до Сі Баша Хідрі, а потім до Бааджа. Коли 4 серпня бойовики ІДІЛ напали на Джабаль-Сінджар, вони викрали кілька жінок у єзидському селі Хардан; інших єзидських жінок викрали в інших селах цього району. 6 серпня бойовики ІДІЛ викрали 400 жінок-єзидок у Синджарі, щоб продати їх як сексуальних рабинь. За повідомленнями вцілілих єзидів, між 3 і 6 серпня 500 єзидських жінок і дітей було викрадено з Баадж і більше 200 з Тал Банату. За заявою уряду Іраку від 10 серпня 2014 року, сотні жінок були захоплені в рабство на півночі Іраку. 15 серпня в єзидському селі Коджо, на південь від Синджара, було викрадено понад 100 жінок, хоча, за деякими повідомленнями тих, хто вижив, було викрадено до 1000 жінок і дітей з єзидського села Хочо. За звітом OHRCR / UNAMI від 26 вересня, до кінця серпня було викрадено до 2500 єзидів, переважно жінок і дітей. На початку жовтня Метью Барбер, дослідник історії єзидів з Чиказького університету, склав список імен 4 800 захоплених жінок і дітей єзидів (за оцінками загальної кількості викрадених людей, можливо, до 7 000).
Викрадених єзидських жінок продавали на невільничих ринках, а ІДІЛ «використовувала зґвалтування як зброю війни», як повідомляє CNN, причому угруповання мало гінекологів, готових обстежити полонених. Єзидські жінки піддавалися фізичному обстеженню, в тому числі обстеженням на предмет незайманості або вагітності. Жінок, які виявлялися вагітними, забирали гінекологи ІДІЛ і робили їм примусові аборти.

#### Секс торгівля
Галег Есфандіарі з Міжнародного наукового центру імені Вудро Вільсона підкреслила факти жорстокого поводження з місцевими жінками з боку бойовиків ІДІЛ після того, як вони захопили територію. «Зазвичай вони відвозять старших жінок на імпровізований невільничий ринок і намагаються продати їх. Молодших дівчат … ґвалтують або видають в шлюби з бойовиками», — сказала вона, додавши: «Це засновано на тимчасових шлюбах, і після того, як ці бойовики займаються сексом з цими молодими дівчатами, вони просто передають їх іншим бойовикам».
У жовтні 2014 року, говорячи про єзидських жінок, захоплених ІДІЛ, Назанд Бегіхані сказала: «З цими жінками поводилися як з худобою… Вони зазнавали фізичного та сексуального насильства, включаючи систематичні зґвалтування та сексуальне рабство. Їх виставляли на ринках у Мосулі та Ракці (Сирія) з цінниками на руках». Дівчата-єзидки в Іраку, яких зґвалтували бойовики ІДІЛ, покінчили життя самогубством, стрибнувши насмерть з гори Синджар, як описано в заяві свідка.

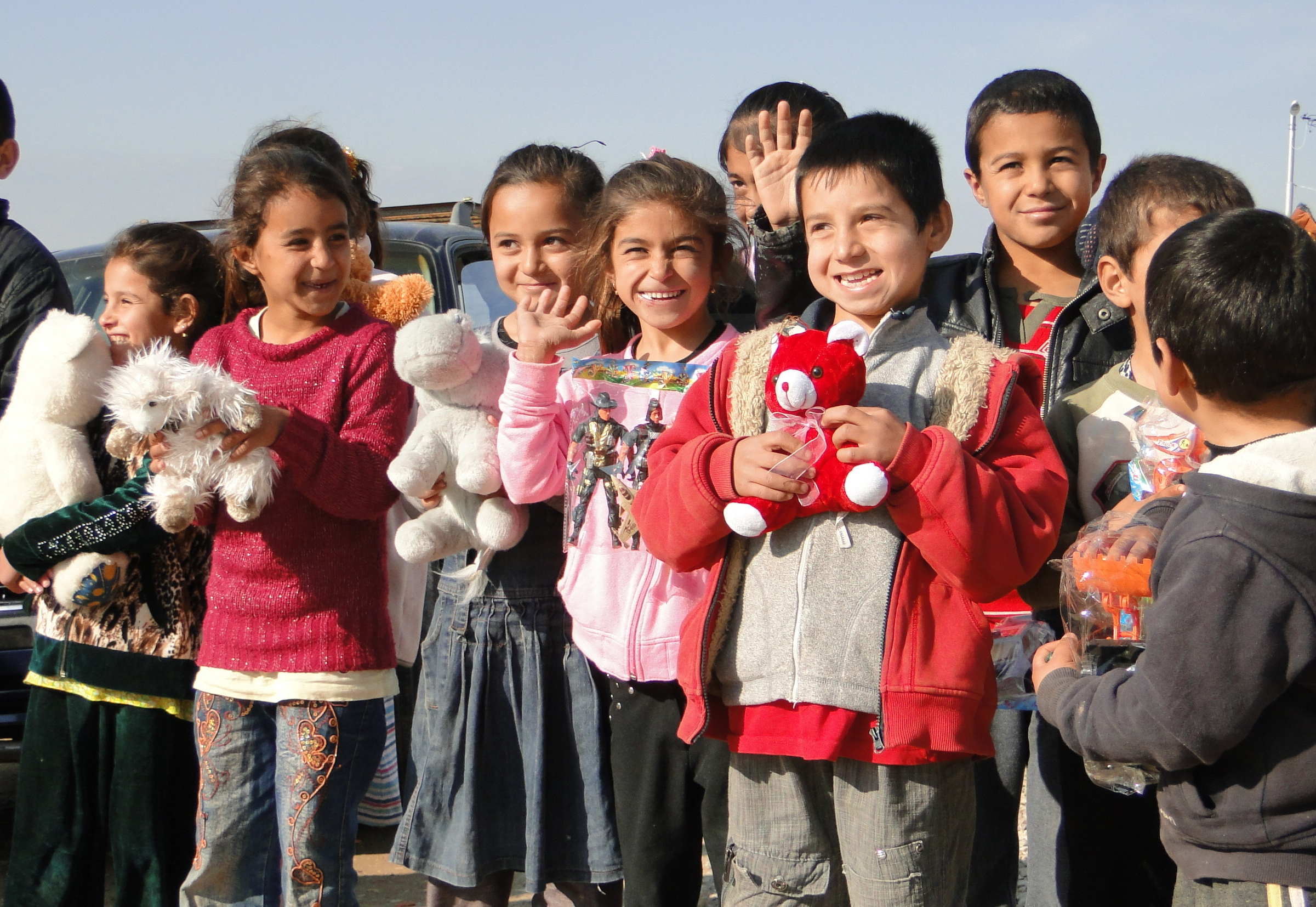
Defend International надавала гуманітарну допомогу єзидським біженцям в Іракському Курдистані в грудні 2014 року.

У доповіді Організації Об'єднаних Націй, опублікованій 2 жовтня 2014 року на основі 500 інтерв'ю зі свідками, говориться, що в серпні ІДІЛ вивезла 450—500 жінок і дівчат в іракський регіон Ніневія, звідки «150 неодружених дівчат і жінок, переважно з єзидських і християнських громад, за повідомленнями, були перевезені до Сирії, щоб або потрапити в рабство до бойовиків ІДІЛ „винагородою“, або бути проданими сексуальними рабинями». Також у жовтні 2014 року звіт ООН показав, що ІДІЛ у серпні 2014 року затримала від 5000 до 7000 єзидських жінок як рабинь або примусових наречених на півночі Іраку.
4 листопада 2014 року д-р Відад Акраві з Defend International заявив, що «міжнародне співтовариство має визначити те, що відбувається з єзидами, як злочин проти людяності, злочин проти культурної спадщини регіону та етнічну чистку», додавши, що єзидські жінки «піддаються систематичному гендерному насильству і використанню рабства і зґвалтувань зброєю війни». Місяцем раніше президент Defend International присвятила свою Міжнародну премію миру ім. Пфеффера 2014 року єзидам, християнам і всім жителям Кобане, оскільки, за її словами, факти на місцях свідчать про те, що ці мирні люди не перебувають у безпеці в своїх анклавах, частково через своє етнічне походження та/або релігію, і тому вони потребують негайної уваги з боку світової спільноти. Вона звернулася до міжнародної спільноти з проханням подбати про те, щоб жертви не були забуті; їх слід врятувати, захистити, надати повну допомогу та отримати справедливу компенсацію.
У червні 2017 року в репортажі іракського парламенту «Віан Дахіл» розповідалося про те, як захоплену секс-рабиню годували її власною однорічною дитиною. Жінку три дні морили голодом у підвалі, і нарешті викрадачі нагодували її. Закінчивши, вони сказали: «Ми приготували твого однорічного сина, якого ми у тебе забрали, і це те, що ти щойно з'їла».
Молода жінка описала свій досвід у документальному фільмі «Дочки сонця» 2023 року: «Чоловік купив мене. Він був іракцем, з Тіль Афар. Йому було 24 роки… Я була його рабинею і мала піклуватися про його дітей. Він постійно бив мене. Я прожила в цій сім'ї три роки. Не було жодного дня, щоб він мене не бив. Більшу частину часу я не могла бачити, тому що мої очі були опухлими».

#### Процес продажу єзидських і християнських жінок
3 листопада 2014 року «прейскурант» для єзидок і християнок, виданий ІДІЛ, з'явився в мережі, і доктор Відад Акраві та її команда першими перевірили автентичність цього документа. 4 листопада 2014 року Akrawi поділився перекладеною версією документа. 4 серпня 2015 року офіційний представник ООН підтвердив справжність цього документа.
У середині 2016 року Лорі Хіннант, Майя Аллеруццо та Балінт Шланко з Associated Press повідомили, що ІДІЛ посилила контроль над приблизно 3000 жінками та дівчатами, яких утримували як сексуальних рабинь, навіть коли вони втрачали територію на користь іракських військ. ІДІЛ продавала жінок у зашифрованих додатках для смартфонів, головним чином у Telegram і Facebook і меншою мірою у WhatsApp. У рекламі дівчат, яку бачило агентство AP, «багато жінок і дівчат одягнені у вишукане вбрання, деякі з них нафарбовані. Всі вони дивляться прямо в камеру, стоячи перед переповненими стільцями або парчевими шторами в приміщенні, що нагадує обшарпану бальну залу готелю. Деякі з них ледь закінчили початкову школу. Жоден не виглядає старшим за 30». У документальному фільмі "Дочки сонця " єзидські жінки описують процес продажу: «На нас повісили цінники. Купували за 10 доларів, 20 доларів, деякі за 100 доларів або як подарунок…[Я було продано] п'ять разів».

#### Вагітності
До єзидських жінок і дітей застосовували різні форми репродуктивного насильства, щоб запобігти народженню дітей. Захоплених у полон єзидок тримали як рабинь і змушували використовувати протизаплідні пігулки та ін'єкції, а вагітним жінкам проводили примусові аборти. Повідомлялося, що єзидським жінкам і дівчатам говорили, що вони повинні зробити аборт своїх попередніх ненароджених дітей, оскільки бойовики ІДІЛ зацікавлені тільки в народженні мусульманських дітей. Примусове запліднення з метою запобігти народженню єзидських дітей також є ще однією формою репродуктивного насильства і заходом, спрямованим проти цієї групи. Ці деструктивні наміри та дії описуються як такі, що перешкоджають майбутньому продовженню роду і спричиняють тяжкі довгострокові фізичні, психологічні та соціально-політичні наслідки.

### Втеча і звільнення
З 2014 року тривають зусилля з порятунку поневолених Ісламською державою, включаючи виплату викупу. Багато з них були звільнені Сирійськими демократичними силами, коли вони відібрали територію в Ісламської держави під час Рожавсько-ісламістського конфлікту. У листопаді 2014 року The New York Times повідомила про розповіді п'ятьох осіб, які втекли від Ісламської держави, про свій полон і жорстоке поводження.
За словами Мірзи Діннаї, засновника німецько-іракської організації допомоги Luftbrücke Irak, ІДІЛ реєструє «кожного раба, кожну особу під своїм власником, і тому, якщо вона втече, кожен контрольно-пропускний пункт або блокпост Даеш [ІДІЛ], або сили безпеки — вони знають, що ця дівчина … втекла від цього господаря». Протягом більше року після того, як дівчат вперше потрапили в рабство, арабським і курдським контрабандистам вдавалося звільняти в середньому 134 «рабині» на місяць. Але до травня 2016 року, за даними регіонального уряду Курдистану, внаслідок репресій ІДІЛ, ця цифра скоротилася до 39 за попередні шість тижнів. Бойовики ІДІЛ переслідували і вбивали «контрабандистів, які рятували бранців». У 2016 році кошти, виділені регіональним урядом Курдистану на викуп жінок з рабства, були припинені в результаті падіння цін на нафту і суперечок з центральним урядом Іраку щодо доходів.
Звільнення єзидських жінок триває, деякі з них були знайдені в будинках командирів «Ісламської держави» в Анкарі в липні 2020 року. У лютому 2021 року турецька влада врятувала одну семирічну дівчинку-єзидку від двох командирів ІДІЛ в Анкарі.

### Ісламське виправдання поневолення немусульманських жінок
У своєму цифровому журналі Dabiq ІДІЛ прямо заявив про релігійне виправдання поневолення єзидських жінок. Релігійні виправдання ІДІЛ були спростовані основними ісламськими вченими.
За The Wall Street Journal, ІДІЛ звертається до апокаліптичних переконань і стверджує, що «виправдовується хадисами, які вони тлумачать як зображення відродження рабства як передвісника кінця світу». Наприкінці 2014 року ІДІЛ випустила памфлет про поводження з рабинями. У серпні 2015 року газета New York Times заявила, що «[с]истематичні зґвалтування жінок і дівчат з релігійної меншини єзидів глибоко вкоренилося в організації та радикальній теології Ісламської держави за рік, відколи угруповання оголосило, що відроджує рабство як інститут».

## Створення єзидських біженців

### Різанина єзидів у Синджарських горах
Наступ ІДІЛ у районі Синджар на півночі Іраку 3–4 серпня змусив 30 000–50 000 єзидів втекти до Синджарських гір (Джабель-Сінджар), побоюючись, що їх уб'є ІДІЛ. Їм погрожували смертю, якщо вони відмовляться прийняти іслам. Представник ООН заявив, що «в Синджарі розгортається гуманітарна трагедія».
3 і 4 серпня 14 або пізніше діти єзидів і деякі люди похилого віку або люди з обмеженими можливостями померли від голоду, зневоднення та спеки на горі Синджар. Станом на 6 серпня, за повідомленнями тих, хто вижив, 200 дітей єзидів під час втечі на гору Синджар померли від спраги, голоду, спеки та зневоднення.

#### Курдська військова інтервенція
П'ятдесят тисяч єзидів, обложених ІДІЛ на горі Синджар, змогли втекти після того, як курдські Загони народної оборони та РПК прорвали облогу ІДІЛ у горах. Більшість із них врятували курдські бойовики PПK і ЗНС. Багатонаціональна рятувальна операція включала скидання припасів у гори та евакуацію деяких біженців гелікоптерами. Під час рятувальної операції 12 серпня перевантажений гелікоптер ВПС Іраку розбився на горі Синджар, в результаті чого загинув генерал-майор ВПС Іраку Маджид Ахмед Сааді (пілот) і 20 осіб отримали поранення.
8 серпня PKK надала гуманітарну допомогу та надала табори понад 3000 біженців-єзидів.
Станом на 20 жовтня 2 000 єзидів, головним чином бійців-добровольців, які залишилися, щоб захищати села, а також цивільних осіб (700 сімей, які ще не втекли), як повідомлялося, все ще перебували в районі Синджар і були змушені ІДІЛ залишити останні села під їх контролем, Дула і Борк, і відступають до Сінджарських гір.

### Примусове навернення в іслам
У статті The Washington Post було зазначено, що приблизно 7 000 єзидів були змушені прийняти «жорстке тлумачення ісламу угрупованням „Ісламська держава“». Хлопчиків-єзидів доставили до Ракки, Сирія, щоб навчати воювати на боці ІДІЛ, а декого з них змусили воювати, оскільки очолювані США сили наблизилися до групи.

### Повернення переміщених єзидів
Після відступу ІДІЛ від іракських і курдських сил у регіоні під час кампаній наприкінці 2017 року обидва уряди заявили про свої права на територію. Єзидське населення, з якого лише близько 15 % повернулося до Синджара протягом цього періоду, потрапило під політичний перехресний вогонь. Єзиди повернулися до покинутого міста з розваленими будівлями, залишками саморобних вибухових пристроїв і останками вбитих під час різанини.
У листопаді 2017 року було розкрито масове поховання близько 70 осіб, а через місяць у грудні було виявлено ще одне масове поховання з близько 90 жертвами.
Тисячі досі вважаються зниклими безвісти. Щоб допомогти в пошуку, власники місцевих підприємств використовують свою мережу контактів, щоб знайти людей. Колишні полонені використовують свої контакти, щоб викуповувати жінок-єзидок, проданих у сексуальне рабство, і повертати їх до родини. Це додатково запобігає продажу їхніх органів на чорному ринку, кожен з яких, за словами інформатора «Ісламської держави», може бути проданий за 60 000 — 70 000 доларів.

#### Доля єзидів, полонених Ісламською державою
У січні 2015 року ІДІЛ звільнила близько 200 єзидів. Курдські військові вважали, що їх звільнили, бо вони були тягарем. 8 квітня 2015 року 216 єзидів, більшість з яких складали діти та люди похилого віку, були звільнені ІДІЛ після того, як перебували в полоні близько восьми місяців. Звільнення відбулося після наступу очолюваної США авіації і тиску з боку іракських сухопутних військ, які просувалися на північ і намагалися повернути Тікріт. За словами генерала Хіви Абдулли, командира пешмерга в Кіркуку, звільнені були у поганому стані здоров'я, з явними ознаками жорстокого поводження і занедбаності.
У березні 2016 року іракським силам безпеки вдалося звільнити групу єзидських жінок, яких ІДІЛ утримувала в заручниках, під час спеціальної операції в тилу ІДІЛ у Мосулі.
У березні 2016 року бойовики Робітничої партії Курдистану зуміли звільнити 51 єзида, утримуваного в заручниках ІДІЛ під час операції під назвою «Помста за мучеників Шило». Під час операції загинули троє партизанів Робітничої партії Курдистану.
У квітні 2016 року Робітничій партії Курдистану разом із Синджарськими загонами опору вдалося звільнити ще 53 єзидів, яких утримувала в заручниках ІДІЛ.

## Підйом єзидського антиарабського руху
За звітом Amnesty International, 25 січня 2015 року члени єзидського ополчення напали на два арабські села (Джірі та Сібая) у регіоні Синджар на півночі Іраку, убивши 21 мирного жителя. Озброєні люди також викрали 40 інших жителів, 17 з яких досі вважаються зниклими безвісти та вважаються мертвими.

## Кваліфікація як геноцид

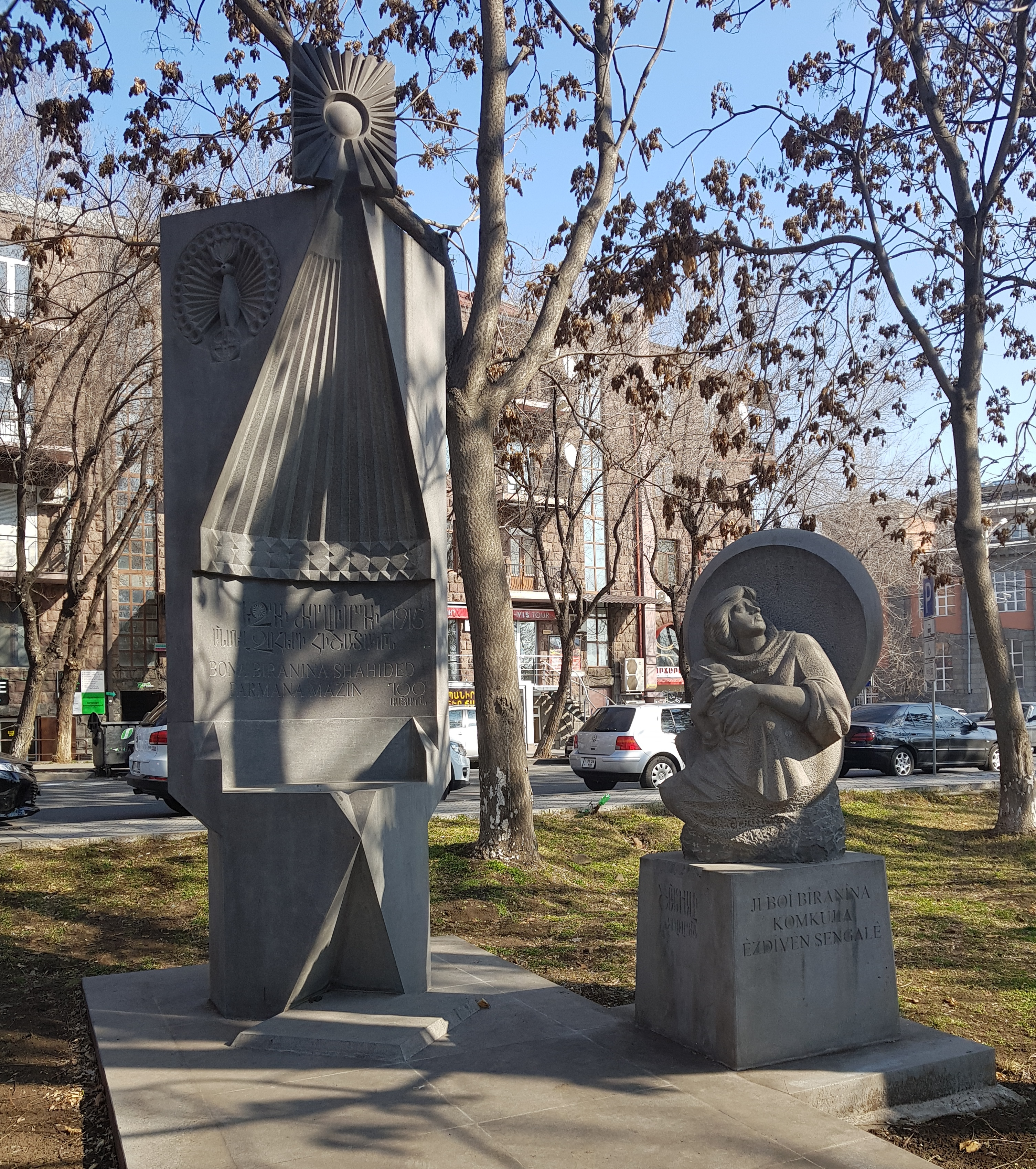
Пам'ятник геноциду єзидів в Єревані, Вірменія

Багато міжнародних організацій, урядів і парламентів, а також груп класифікували поводження ІДІЛ з єзидами як геноцид і засудили його як такий. Геноцид єзидів був офіційно визнаний декількома органами ООН і Європейського парламенту. Деякі держави також визнали це, включаючи Національну асамблею Вірменії, парламент Австралії, Британський парламент, парламент Канади, і Палату представників Сполучених Штатів. Цю точку зору відстоювали кілька активістів-правозахисників, таких як Назанд Бегіхані та доктор Відад Акраві.
У 2017 році журналісти CNN Джомана Карадшех і Кріс Джексон взяли інтерв'ю у колишніх полонених єзидів і ексклюзивно зняли групу кримінальних розслідувань ДАЕШ (DCIU), групу іракських курдів і західних слідчих, які таємно діють у Північному Іраку більше двох років, збираючи докази військових злочинів ІДІЛ.
- Організація Об'єднаних Націй:
  - У звіті за березень 2015 року Управління Верховного комісара ООН з прав людини кваліфікувало переслідування єзидів як геноцид. Організація назвала численні звірства, такі як примусове навернення до релігії та сексуальне рабство, частиною загальної зловмисної кампанії.[3][128]
  - У серпні 2017 року Незалежна міжнародна комісія з розслідування щодо Сирійської Арабської Республіки Ради ООН з прав людини заявила, що «ІДІЛ вчинила злочин геноциду, намагаючись знищити єзидів шляхом вбивств, сексуального рабства, поневолення, тортур, насильницького переміщення, передачі дітей і заходів, спрямованих на заборону народження єзидських дітей». Вона додала, що геноцид триває, і заявила, що міжнародне співтовариство все ще має визнати згубні наслідки геноциду. Комісія написала, що, хоча деякі країни можуть ігнорувати ідею геноциду, звірства повинні бути зрозумілі, а міжнародне співтовариство повинно покласти край вбивствам.[129]
  - У 2018 році команда Ради Безпеки просувала ідею створення нової групи з підзвітності, яка б збирала докази міжнародних злочинів, скоєних Ісламською державою. Однак міжнародна спільнота не повністю підтримала цю ідею, оскільки іноді вона може контролювати злочини, до яких причетні інші збройні угруповання.[130]
  - 10 травня 2021 року Слідча група Організації Об'єднаних Націй зі сприяння притягненню до відповідальності за злочини, скоєні Даєш/ІДІЛ (ЮНІТАД), встановила, що дії ІДІЛ в Іраку є геноцидом.[131][132][133]
- Рада Європи: 27 січня 2016 року Парламентська асамблея Ради Європи ухвалила резолюцію, в якій зазначається, що "особи, які діють від імені терористичного утворення, що називає себе «Ісламська держава»: «Особи, які діють від імені терористичної організації, що називає себе „Ісламська держава“ (Даеш) … вчинили акти геноциду та інші тяжкі злочини, що караються міжнародним правом. Держави повинні діяти, виходячи з презумпції, що Даеш вчиняє геноцид, і повинні усвідомлювати, що це тягне за собою дії відповідно до Конвенції Організації Об'єднаних Націй про запобігання злочину геноциду і покарання за нього 1948 року». Втім, у ньому не названо жертв[134].
- Європейський Союз: 4 лютого 2016 року Європейський парламент одноголосно ухвалив резолюцію, в якій визнав, що «так звана „ІДІЛ/Даїш“ чинить геноцид проти християн і єзидів та інших релігійних і етнічних меншин, які не згодні з так званим „ІДІЛ/Даїш“ тлумаченням ісламу, і що це тягне за собою дії відповідно до Конвенції Організації Об'єднаних Націй про запобігання злочину геноциду та покарання за нього 1948 року»[120][135]. Крім того, він закликав притягнути до відповідальності тих, хто навмисно чинив звірства з етнічних чи релігійних мотивів, за порушення міжнародного права, вчинення злочинів проти людяності та геноциду[120][135].
- Сполучені Штати: Державний департамент США офіційно визнав геноцид єзидів на територіях, підконтрольних ІДІЛ у 2016 та 2017 роках[136]. 14 березня 2016 року Палата представників Конгресу США одноголосно проголосувала 393 голосами проти 0 за те, що насильницькі дії, вчинені ІДІЛ проти єзидів, християн, шиїтів та інших груп, були актами геноциду. Через кілька днів, 17 березня 2016 року, Державний секретар США Джон Керрі заявив, що насильство, ініційоване ІДІЛ проти єзидів та інших груп населення, прирівнюється до геноциду[125].
- Велика Британія: 20 квітня 2016 року Палата громад Сполученого Королівства одноголосно підтримала пропозицію заявити, що поводження Ісламської держави з єзидами та християнами є геноцидом, засудити його як такий і передати це питання на розгляд Ради Безпеки ООН. Цим депутати-консерватори кинули виклик уряду своєї партії, який намагався відмовити їх від такої заяви через давню політику юридичного департаменту Міністерства закордонних справ (ще з часів ухвалення Конвенції про геноцид 1948 року), яка полягає у відмові давати юридичну кваліфікацію потенційним воєнним злочинам. Секретар Міністерства закордонних справ Тобіас Еллвуд, якого під час дебатів висміювали і переривали депутати, заявив, що він особисто вважає, що геноцид мав місце, але це не справа політиків, а справа судів, які мають виносити рішення[123]. Крім того, 23 березня 2017 року регіональний парламент Шотландії ухвалив резолюцію, в якій зазначається «[Парламент Шотландії] визнає і засуджує геноцид, вчинений проти єзидського народу Даєш [ІДІЛ]; визнає великі людські страждання і втрати, які були спричинені фанатизмом, жорстокістю і релігійною нетерпимістю, [і] далі визнає і засуджує злочини, вчинені Даєш проти мусульман, християн, арабів, курдів і всіх релігійних та етнічних громад Іраку і Сирії; вітає дії Конгресу США, Європейського парламенту, Сенату Франції, ООН та інших щодо офіційного визнання геноциду»[137][138].
- Канада: 25 жовтня 2016 року Палата громад Канади одноголосно підтримала пропозицію депутата Мішель Ремпель Гарнер (КПК) визнати, що ІДІЛ чинить геноцид проти єзидів, визнати, що ІДІЛ досі утримує багатьох єзидських жінок і дівчат у полоні як секс-рабинь, підтримати і вжити заходів щодо нещодавнього звіту комісії ООН, а також надати притулок єзидським жінкам і дівчатам протягом 120 днів[124].
- Франція: 6 грудня 2016 року Сенат Франції одноголосно схвалив резолюцію, в якій зазначається, що дії, вчинені Ісламською державою проти «християнського і єзидського населення, інших меншин і цивільних осіб», є «військовими злочинами», «злочинами проти людяності» і становлять «геноцид». Вона також закликала уряд «використати всі законні канали» для визнання цих злочинів і притягнення винних до відповідальності[139]. Національні збори Франції прийняли аналогічну резолюцію двома днями пізніше (спочатку вона була внесена 25 травня 2016 року Івом Фроміоном з Республіканців), причому група соціалістів, екологів і республіканців утрималася, а інші групи її схвалили[140][141].
- Вірменія: У січні 2018 року парламент Вірменії визнав і засудив геноцид єзидів 2014 року, вчинений Ісламською державою, і закликав міжнародну спільноту провести міжнародне розслідування цих подій[142].
- Ізраїль: 21 листопада 2018 року законопроект опозиційної депутатки Ксенії Свєтлової про визнання вбивств єзидів Ісламською державою геноцидом був відхилений 58 голосами проти 38 у Кнесеті. Партії коаліції мотивували своє відхилення законопроекту тим, що Організація Об'єднаних Націй ще не визнала його геноцидом[143].
- Ірак: 1 березня 2021 року Рада представників Іраку ухвалила Закон про допомогу єзидкам, які вижили, який надає допомогу тим, хто вижив, і «визначає звірства, скоєні Даеш проти єзидів, туркменів, християн і шабаків, як геноцид і злочини проти людяності»[144]. Закон передбачає компенсації, заходи з реабілітації та реінтеграції, пенсії, надання землі, житла та освіти, а також квоти при працевлаштуванні в державному секторі[145]. 10 травня 2021 року Слідча група Організації Об'єднаних Націй зі сприяння притягненню до відповідальності за злочини, скоєні ДАІШ/ІДІЛ (ЮНІТАД), визнала, що дії ІДІЛ в Іраку є геноцидом[131].
- Бельгія: 30 червня 2021 року Комісія у закордонних справах Палати представників Бельгії одноголосно схвалила резолюцію представників опозиції Жоржа Даллемана (ГДС) та Коена Метсу (НФА) про визнання геноцидом масового вбивства ІДІЛ у серпні 2014 року тисяч чоловіків-єзидів та поневолення тисяч жінок і дітей-єзидів, вчиненого ІДІЛ. Резолюція, яка, ймовірно, також буде схвалена переважною більшістю голосів у самій Палаті, закликає бельгійський уряд активізувати зусилля з підтримки жертв і переслідування винних (або в Міжнародному кримінальному суді, або в новому спеціальному трибуналі)[146]. 17 липня 2021 року бельгійський парламент одноголосно проголосував за визнання страждань єзидів від рук Ісламської держави (ІДІЛ) у 2014 році геноцидом.
- Нідерланди: 6 липня 2021 року Палата представників Нідерландів одноголосно ухвалила пропозицію депутатки Анни Куїк (CDA), яка визнала злочини Ісламської держави проти єзидів геноцидом і злочинами проти людяності[147].
- Німеччина: 19 січня 2023 року німецький Бундестаг одноголосно визнав злочини проти єзидів геноцидом[148]. Резолюція, спільно подана урядом і опозицією, також закликає до судового переслідування винних і надання допомоги у відбудові єзидських сіл[149].

## Хронологія
| Часова шкала           | Геноцид та пов'язані з ним події |
| ---------------------- | --- |
| 2013 року              | Ісламісти погрожують студентам-язидам в університеті Мосула |
| 10 червня 2014 року    | Друге за величиною місто Іраку Мосул перейшло під контроль ІДІЛ |
| 16 червня 2014 року    | Бойовики ІДІЛ захопили Тель-Афар |
| 3 серпня 2014 року     | Після виведення курдських сил бойовики ІДІЛ атакували Синджар. Вимушені переселенці-єзиди втекли на гору Синджар, але опинилися в пастці, не маючи доступу до предметів першої необхідності. Багато хто загинув, намагаючись врятуватися |
| 4 серпня 2014 року     | Щонайменше 60 чоловіків-єзидів були вбиті бойовиками ІДІЛ в селі Хардан, а жінки і діти були насильно відвезені полоненими в Тель-Афар.                                                                                                  |
| 7 серпня 2014 року     | Авіаудар Сполучених Штатів з метою"покласти край облозі" гори Синджар. Кілька тисяч єзидів вже були вбиті або взяті в полон ІДІЛ |
| 9-11 серпня 2014 року  | Коридор відходу з гори Синджар, створений силами сирійських курдів. Щонайменше 100 000 вимушених переселенців прибули до Іракського Курдистану                                                                                           |
| 14 серпня 2014 року    | Сполучені Штати припинили скидання гуманітарної допомоги з повітря на гору Синджар |
| 15 серпня 2014 року    | Після двотижневої облоги ІДІЛ влаштувала масову різанину в Кочо. Більшість сільських чоловіків були вбиті, а хлопців змусили стати дітьми-солдатами, а жінок та дівчат продали в сексуальне рабство                                      |
| Жовтень 2014 року      | ІДІЛ продовжувало свою пропаганду на своєму дабіку з метою поневолення єзидів |
| 13 листопада 2015 року | Курдські сили і єзидські збройні угруповання звільнили Шангал від ІДІЛ |
| 22 березня 2019 року   | Багуз на сході Сирії звільнений. Повідомляється, що полонені єзиди були обезголовлені бойовиками ІДІЛ. Діти-солдати-єзиди, яких примушували до служби, були звільнені                                                                    |
| 27 жовтня 2019 року    | Абу Бакр аль-Багдаді, лідер ІДІЛ, був убитий Сполученими Штатами в Сирії |
| 1 березня 2021 року    | Парламент Іраку ратифікував закон про вижили єзидів, що передбачає компенсацію, землю і робочі місця |
| 6 лютого 2021 року     | Було проведено похорон 104 єзидів, які загинули в результаті різанини в Кочо. Сотні тіл були ексгумовані приблизно з 80 масових поховань, розташованих навколо Синджара, деякі з яких не вдалося ідентифікувати.                         |

## Міжнародна реакція

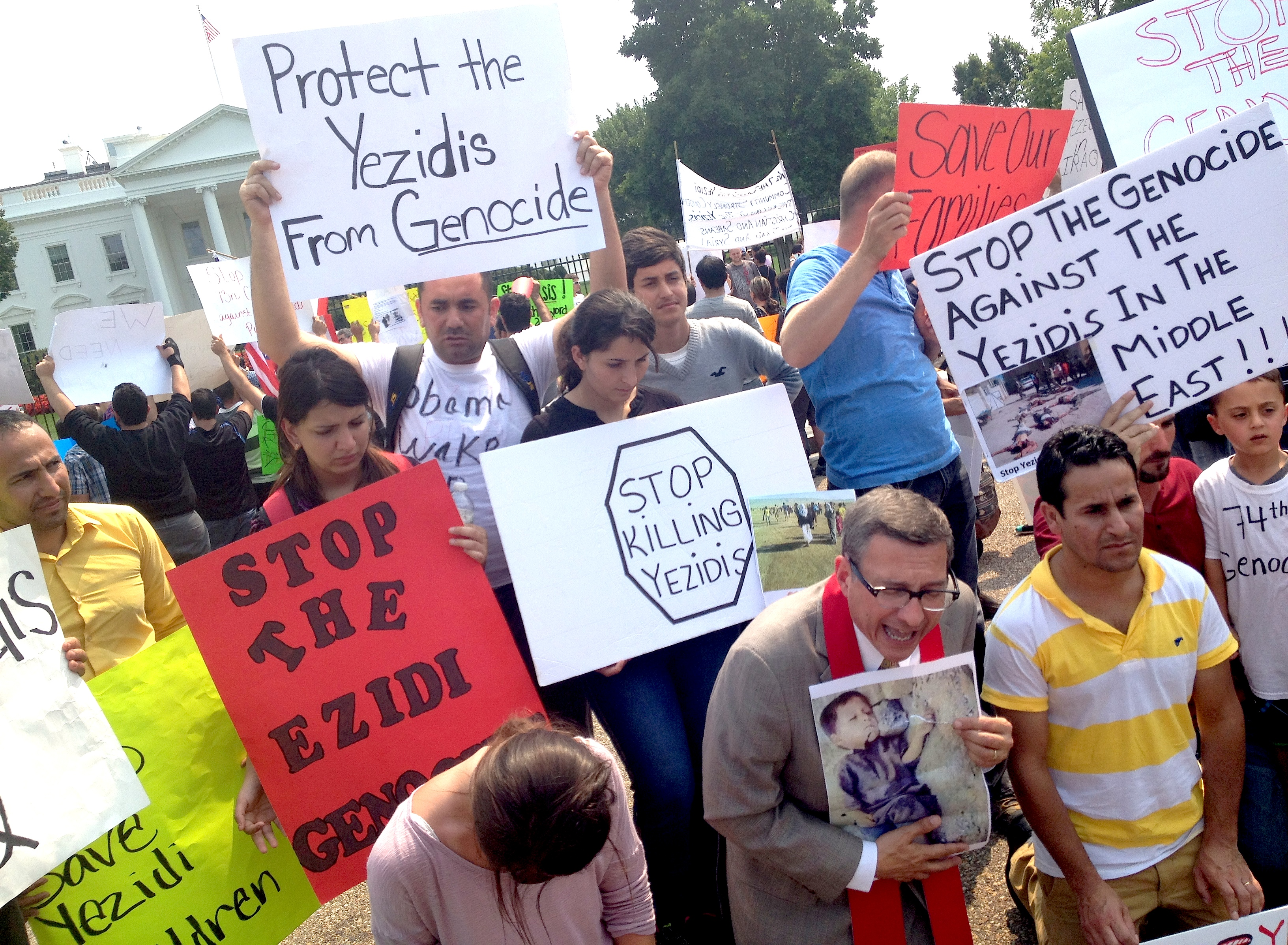
Демонстрація єзидів перед Білим домом у Вашингтоні, округ Колумбія (серпень 2014)

Звірства ІДІЛ проти єзидів різко засудили відомі ісламські вчені та мусульманські організації.

### Військове втручання під керівництвом Заходу
7 серпня 2014 року президент США Барак Обама наказав завдати цілеспрямованих авіаударів по бойовиках ІД і надати екстрену допомогу єзидам з повітря. Авіаудари почалися 8 серпня. (Див . Міжнародна військова операція на чолі з США в Іраку (2014—2021))
8 серпня 2014 року США заявили, що систематичне знищення народу єзидів Ісламською державою було геноцидом.
Президент Барак Обама санкціонував напади, щоб захистити єзидів, а також американців та іракських меншин. Президент Обама запевнив, що війська не будуть розгорнуті для бойових дій. Разом із авіаударами 9 серпня США скинули з повітря 3800 галонів води та 16 128 MRE. Після цих дій Велика Британія та Франція заявили, що вони також розпочнуть десантування з повітря.
10 серпня 2014 року, приблизно о 2:15 ночі за східним часом, США завдали п'ять додаткових авіаударів по бронетехніці і мінометній позиції, що дозволило 20-30 тисячам іракців-єзидів втекти до Сирії і пізніше бути врятованими курдськими силами. Потім курдські сили надали притулок єзидам у Дахуку.
13 серпня 2014 року менше ніж 20 військовослужбовців спецназу Сполучених Штатів, дислокованих в Ербілі, разом із військовослужбовцями Британської спеціальної повітряної служби відвідали район поблизу гори Синджар, щоб зібрати розвіддані та спланувати евакуацію приблизно 30 000 єзидів, які все ще перебувають у пастці на горі Синджар. Сто двадцять дев'ять додаткових військовослужбовців США були направлені в Ербіл для оцінки та надання звіту президенту Обамі. Центральне командування Сполучених Штатів також повідомило, що було здійснено сьоме повітряне десантування, і що на сьогоднішній день 114 000 страв і більше 35 000 галонів води було скинуто з повітря переміщеним єзидам у цьому районі.
У заяві від 14 серпня 2014 року Пентагон заявив, що 20 американських співробітників, які відвідали минулого дня, дійшли висновку, що рятувальна операція, ймовірно, непотрібна, оскільки існує менша небезпека від впливу або зневоднення, і єзиди більше не мають загрози нападу з боку ІДІЛ. За підрахунками, на горі залишилося від 4 000 до 5 000 осіб, майже половина з яких були пастухами -єзидами, які жили там до облоги.
Курдські офіційні особи та біженці-єзиди заявили, що тисячі молодих, літніх та інвалідів на горі все ще вразливі, а губернатор курдистанської провінції Дахук Фархад Атручі заявив, що ця оцінка «не вірна» і що, хоча люди страждають, «міжнародне співтовариство не рухається».

#### Гуманітарна допомога
30 000-40 000 єзидів втекли до Сирії, 100 000 єзидів знайшли притулок у контрольованому курдами Захо, Ірак. У Сирії УВКБ ООН надало біженцям-єзидам матеріали та транспорт, а місцеві сирійські громади готували їм їжу. Туреччина спочатку прийняла 2000 біженців-єзидів у Сілопі, де їм надали їжу та медичну допомогу але деяких біженців повернули назад. Турецьке агентство з надання допомоги при стихійних лихах (AFAD) також створило табори для біженців у Захо, Ірак. Повідомляється, що до 31 серпня Туреччина прийняла 16 000 біженців-єзидів.
Американські військові скинули їжу та воду єзидам, які опинилися на горі Сінджар. Today's Zaman повідомляв, що Туреччина також скинула гуманітарну допомогу біженцям-єзидам в Іраку.

### ООН, Ліга арабських держав та неурядові організації
- Організація Об'єднаних Націй — 13 серпня 2014 року Організація Об'єднаних Націй оголосила кризу серед єзидів найвищого рівня «надзвичайної ситуації 3-го рівня», заявивши, що оголошення «сприяє мобілізації додаткових ресурсів у вигляді товарів, коштів і активів для забезпечення більш ефективної відповіді на гуманітарні потреби населення, яке постраждало від вимушеного переміщення».[173][184] 19 березня 2015 року комісія Організації Об'єднаних Націй дійшла висновку, що ІДІЛ «можливо, вчинила» геноцид проти єзидів, а керівник розслідування Сукі Награ заявив, що напади на єзидів «були не просто спонтанними або сталися раптово, вони були чітко організовано».[185]
- Ліга арабських держав — 11 серпня 2014 року Ліга арабських держав звинуватила ІДІЛ у скоєнні злочинів проти людяності шляхом переслідування єзидів.[186][187]
- Defend International — 6 вересня 2014 року розпочала всесвітню кампанію під назвою «Врятуйте єзидів: світ має діяти зараз», щоб привернути увагу до трагедії єзидів у Синджарі; координувати діяльність щодо активізації зусиль, спрямованих на порятунок єзидських і християнських жінок і дівчат, захоплених ІДІЛ; забезпечити платформу для обговорення та обміну інформацією з питань та заходів, пов'язаних із забезпеченням основних прав єзидів, незалежно від того, де вони проживають; і побудова мосту між потенційними партнерами та спільнотами, чия робота має відношення до кампанії, включно з окремими особами, групами, спільнотами та організаціями, активними у сферах прав жінок і дівчат, зокрема, а також суб'єктами, залученими до припинення сучасного рабство та насильство над жінками та дівчатами.[59][188] Комісія США з питань міжнародної релігійної свободи (USCIRF) наголосила на триваючих загрозах щодо єзидів і закликала уряд США вжити заходів для підтримки прав людини та релігійної свободи цієї групи в Іраку.[189]

### Переслідування членів Ісламської держави
Амаль Клуні з Центру справедливості та підзвітності представляла інтереси п'яти жінок-єзидок у Окружному суді США Східного округу Вірджинії проти Умм Сайяф. Вона вимагала судового переслідування Сайяф за її роль у поневоленні єзидок. У 2021 році німецькі суди засудили жінок-учасниць ІДІЛ за участь у поневоленні жінок-єзидок. Німецькі суди також притягнули до відповідальності Таху аль-Джумейллі, іракського члена Ісламської держави, за його участь у геноциді єзидів, включаючи вбивство п'ятирічної дівчинки. У доповіді Єзидського комітету правосуддя висвітлено звинувачення країн, Туреччини, Сирії та Іраку, у неспроможності запобігти геноциду та покарати його.

### Розселення єзидських біженців
Сенатори Сполучених Штатів Емі Клобучар і Ліндсі Грем закликали президента Сполучених Штатів Джо Байдена допомогти переселити єзидів, які пережили кампанію Ісламської держави 2014—2017 років.

## Документальні та художні фільми
- Сестри по зброї (фільм 2019)
- Ангели Синджара (2022)
- Дочки Сонця (2023)

## Подальше читання
- Revkin, Mara; Wood, Elisabeth (2021). The Islamic State's Pattern of Sexual Violence: Ideology and Institutions, Policies and Practices. The Journal of Global Security Studies. 6 (2): 1—20. doi:10.1093/jogss/ogaa038.
- Nanninga, Pieter (2019). Religion and International Crimes: The Case of the Islamic State. У Smeulers, Alette; Weerdesteijn, Maartje; Hola, Barbora (ред.). Perpetrators of International Crimes: Theories, Methods, and Evidence (англ.). Oxford University Press. ISBN 978-0-19-882999-7.